# Шамбер, Алексей Алексеевич
Алексей Алексеевич Шамбер (10 мая 1947 года, Андрюшевка, Омская область, РСФСР, СССР — 17 апреля 2018 года, Екатеринбург, Россия) — советский и российский артист оперетты, педагог, солист Свердловского государственного академического театра музыкальной комедии, народный артист России (2002).

## Биография
Родился 10 мая 1947 года в д. Андрюшевка Омской области.

### Образование
- 1973 год — с отличием окончил Волгоградское училище искусства.
- 1978 год — окончил Уральскую государственную консерваторию им. М. П. Мусоргского по специальности «Оперный и концертный певец» (1978, педагог — профессор, народный артист РСФСР И. П. Семенов).
- 1981 год — окончил аспирантуру при Уральской государственной консерватории им. М. П. Мусоргского

### Работа в театре
- С 1973 года — солист Свердловского государственного академического театра музыкальной комедии.

Исполнил более 80 партий, в том числе:
- Князь Игорь («Князь Игорь» — Бородин А. П.);
- Пали Рач («Цыган-премьер» — Кальман И.);
- Пугачев («Капитанская дочка» — Гевиксман В.).

### Преподавательская деятельность
- Преподавал в Уральской государственной консерватории им. М. П. Мусоргского;
- В 1995 году — присвоено ученое звание доцента.

### Смерть
- 17 апреля 2018 года — умер;
- Похоронен на Широкореченском кладбище.

## Награды и звания
- 27 октября 1983 года — Заслуженный артист РСФСР;
- 14 января 2002 года — Народный артист РФ.

## Семья
- Жена — Нина Александровна Шамбер, народная артистка России (2005 год).